# Kragujevac Wild Boars
Kragujevac Wild Boars ist eine American-Football-Mannschaft aus Kragujevac. Die Mannschaft wurde im Winter 2002/03 gegründet und ist damit die zweitälteste in Serbien nach den Sirmium Legionaries. Die Wild Boars gewannen elfmal die serbische Meisterschaft sowie die SELAF 2006 und den CEFL Cup 2023.

## Geschichte

### Anfangsphase
Im Jahr 2001 wurde erstmals Spiele der amerikanischen National Football League (NFL) im serbischen Fernsehen übertragen. Mit dem steigenden Interesse am American Football fanden sich auch Personen zusammen, die selbst Football spielen wollten. Neben den Vukovi (Wölfen) aus der Hauptstadt Belgrad fand sich auch in Kragujevac eine erste Mannschaft zusammen. Am 22. März 2003 spielten die Kragujevac Wild Boars das erste American-Football-Spiel in Serbien gegen die Beograd Vukovi. Die Wild Boars gewannen vor 500 Zuschauern mit 15:14. In diesem Jahr bestritten die Wild Boars zwei weitere Spiele, in denen sie die Sirmium Legionaries mit 45:38 und Niš Steeds mit 47:0 besiegten. 
Am 26. Oktober 2003 gründeten die Wild Boars mit sechs anderen Vereinen den serbischen Verband SAFS. Im folgenden Jahr wurde dann die erste Meisterschaft mit fünf Mannschaften ausgetragen, allerdings noch ohne Ausrüstung. Das erste Finale gewannen die Wild Boars gegen die Vukovi vor heimischen Publikum mit 6:21. 2005 wurde ein serbischer Pokal ausgespielt. Das Finale im Stadion Obilić gewannen die Vukovi gegen die Wild Boars mit 20:6.

### SELAF und Verbandsspaltung
Mit den Beograd Vukovi, den Novi Sad Dukes, den Sirmium Legionaries sowie den Ljubljana Silverhawks aus Slowenien gründeten die Wild Boars die Southeast European League of American Football (SELAF). Auch im ersten SELAF Bowl am 8. Oktober 2006 in Belgrad standen sich Wild Boars und Vukovi gegenüber, die Wild Boars gewannen mit 23:12. Das Endspiel wurde auch als serbische Meisterschaft gesehen. 
In der Saison 2007 mussten die Wild Boars dagegen in sieben Spielen sieben Niederlagen hinnehmen. Die Wild Boars zogen sich aus der SELAF zurück und holten sich für die Saison 2008 erstmals einen US-Amerikaner. Mit Quarterback Stan Bedwell verlor man von neun Spielen nur eines und gewann die serbische Meisterschaft. Mit 38:31 wurden im Finale erneut die Vukovi besiegt.
2009 spaltete sich der serbische Football, wobei Kragujevac im SAFS verblieb. Ohne den Erzrivalen aus Belgrad konnten sich die Wild Boars locker die Meisterschaften 2009 und 2010 holen. Die Wild Boars nahmen erstmals an den Wettbewerben des europäischen Verbands EFAF teil. Im EFAF Challenge Cup, dem dritthöchsten Wettbewerb, gewannen die Wild Boars 2009 gegen die Pančevo Panthers und die Wrocław Devils und unterlagen nur den Reggio Emilia Hogs. Für das Halbfinale gegen die Győr Sharks bekam die Mannschaft jedoch keine Visa schied aus. In der Saison 2010 startete man im zweithöchsten Wettbewerb, dem EFAF Cup. Hier unterlagen die Wild Boars den Calanda Broncos mit 20:45 und holten einen 28:7-Sieg gegen die Lazio Marines.

### Wiedervereinigung, Erfolg im europäischen Wettbewerb und magere Jahre
Nach der Vereinigung der beiden serbischen Verbände spielten die Wild Boars auch wieder gegen die Belgrad Vukovi. In der Saison 2011 unterlagen die Belgrader in der regulären Saison gegen die Wild Boars, konnten aber im Finale der Super League mit 51:36 Revanche nehmen. In der Vorrunde des EFAF Cup 2011 gewannen die Wild Boars bei den Hohenems Blue Devils deutlich mit 51:7. Nach dem 35:22-Halbfinalsieg gegen die Thonon Black Panthers standen die Wild Boars im Finale. Vor 2000 Zuschauern im Finsbury Park unterlag man den gastgebenden London Blitz mit 7:29.
Es folgten magere Jahre für die Mannschaft aus Kragujevac. 2012 und 2013 war man noch zweitstärkste Mannschaft in Serbien, unterlag aber jeweils Belgrad. 2014 startete man zwar mit drei Amerikanern, dem Quarterback Ike Whittaker, Defensive Back Ken Hale und Linebacker Shane Wong, landete in der regulären Saison serbischen Liga aber nur auf Platz 3 und verpasste nach einer Niederlage gegen die Ljubljana Silverhawks das Finale der CEFL (der ehemaligen SELAF), in der man seit 2013 wieder teilnahm. 2015 verpasste man erstmals das Finale der serbischen Meisterschaft nach einer Niederlage gegen den Überraschungsmeister Novi Sad Dukes.

### Serienmeisterschaften
Mit dem US-amerikanischen Head Coach Michael Messer kam der Umschwung. In der regulären Saison 2016 unterlag man zwar den Wölfen noch ein Mal, im Finale holte man sich mit 53:29 allerdings wieder den Titel. Auch als 2017 Aleksandar Ristić Alf das Amt des Head Coach wieder übernahm (wie bis 2015), blieb man erfolgreich und absolvierte national eine perfekte Saison. Erstmals steht man im Finale den Novi Sad Dukes gegenüber und verteidigt im heimischen Stadion mit 24:16 den Titel. Auch in der CEFL, die ab diesem Jahr mit Teilnehmern aus ganz Europa deutlich stärker aufgestellt war, waren die Wild Boars erfolgreich und zog in den CEFL Bowl ein. Hier unterlag man bei den Swarco Raiders Tirol mit 20:55.
Auch 2018 und 2019 gewann Kragujevac die serbische Meisterschaft ohne Niederlage. In der CEFL kam man dagegen über die Vorrunde nicht hinaus. Auch in der verkürzten Saison 2020 gewinnt man alle fünf Spiele der regulären Saison, unterliegt jedoch im Halbfinale den Jagodina Black Hornets. In der Saison 2021 kommt man über Platz 3 und das Halbfinale nicht hinaus. In der Saison 2022 ist man dagegen wieder klar auf Platz 2, unterliegt aber jeweils den Belgrad Vukovi in der regulären Saison und im Finale.
In der Saison 2023 kehrt sich das Bild wieder um. Die Wild Boars bleiben ohne Niederlage und besiegen die Vukovi im Finale mit 48:7. Auch international holte man erstmals wieder einen Titel. Zum zweiten Mal nahm man am CEFL-Cup teil, den man nach einem 51:45-Finalsieg gegen die Budapest Wolves für sich entscheiden konnte.

## Erfolge
- Serbische Meisterschaften 2004, 2006, 2008, 2009, 2010, 2016, 2017, 2018, 2019, 2023, 2025
- Southeast European League of American Football 2006
- CEFL Cup 2023